# Sälen

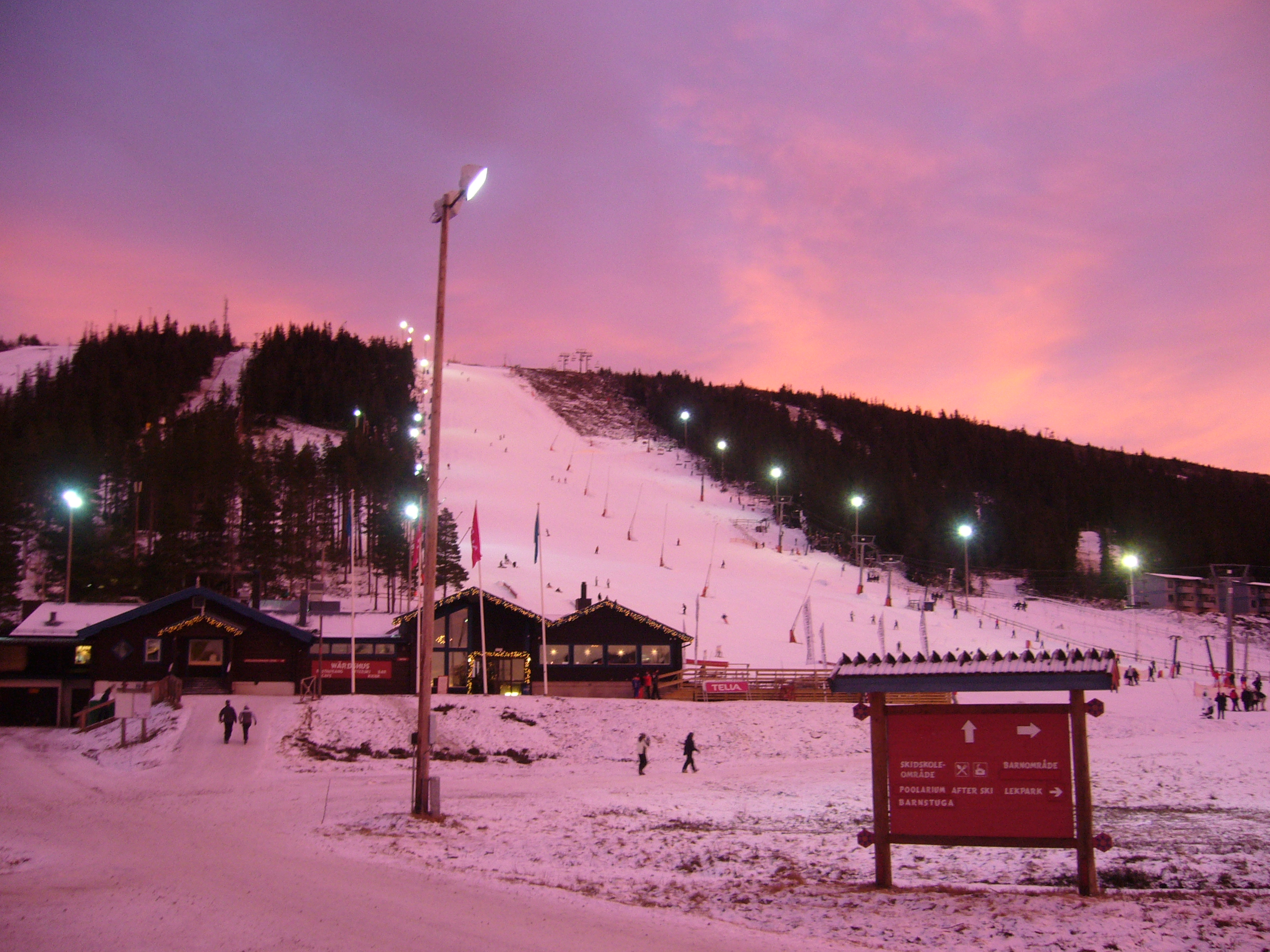
Piste di Tandådalen, Sälen.

Sälen è un paese della Dalecarlia, in Svezia, parte del comune di Malung e situato circa 65 km a nord-ovest dall'omonima città. È una popolare località turistica ed è il luogo di partenza della maratona sciistica Vasaloppet.
I primi insediamenti nella zona lungo le sponde del fiume Västerdalälven si registrano nel medioevo.
Sälen ospita 7 località sciistiche di dimensioni variabili. Le più grandi e famose sono Lindvallen/Högfjället e Tandådalen/Hundfjället che fanno parte del comprensorio Skistar. Lindvallen e Hundfjället hanno un profilo più infantile, con personaggi e ampie aree specificatamente dedicati ai bambini, come il pupazzo di neve sulla cima della pista Gustavo (Gustavbacken) nella prima ed il Bosco dei Troll (Trollskogen) nella seconda. Tandådalen, nota come "il cuore di Sälen", mette a disposizione servizi per attività sciistiche più avanzate tra cui anche due snowpark, uno per principianti ed un per esperti. Högfjället è una classica meta per le settimane bianche e si estende attorno al Högfjällshotell. Lindvallen ospita una delle più popolari scuole sciistiche d'Europa con oltre 30.000 allievi nella sola stagione 2005/06.
Il celebre gruppo rock irlandese U2 ha prodotto il video della canzone New Year's Day a Sälen.

## Località sciistiche di Sälen
| - Tandådalen - Lindvallen - Stöten - Kläppen | - Hundfjället - Högfjället - Näsfjället |